# The Saint
The Saint is een uitgebreide boekenreeks van detectiveverhalen geschreven door Leslie Charteris.
Naar aanleiding van de boekenserie werd in de periode 1962 tot 1969 een televisieserie gemaakt, met Roger Moore in de hoofdrol. De titel The Saint slaat op de hoofdpersoon Simon Templar, ook wel The Saint genoemd, omdat zijn initialen "ST" de Engelse (en Nederlandse) afkorting voor "saint" of "sint" vormen.
Simon Templar is een miljonair die zijn leven in dienst stelt om misdaad te bestrijden en zich als een heer (of, zoals hij het zelf zegt, zelfs als een "heilige") te gedragen tegen leden van het vrouwelijk geslacht.

## Televisieserie

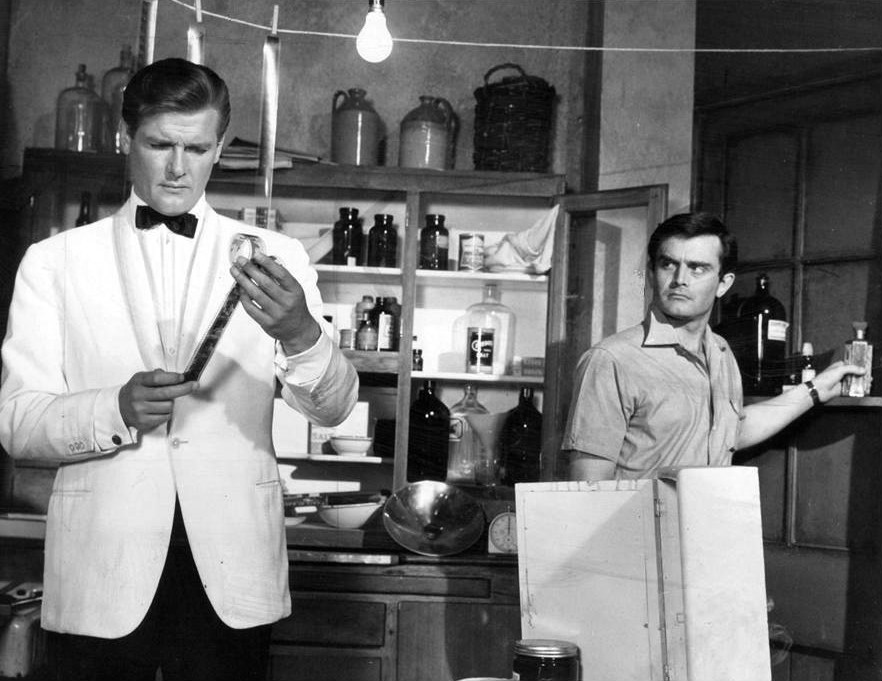
Roger Moore in The Saint

De televisiereeks over The Saint was een Britse productie met in de hoofdrol Roger Moore als The Saint. In Nederland werd de serie voor het eerst uitgezonden vanaf augustus 1964 door TV Noordzee. Nadat deze zender de uitzendingen in december van datzelfde jaar moest staken, zette de AVRO de reeks voort. De serie werd opgenomen tussen 1962 en 1969 en bestaat uit 6 verschillende reeksen. De eerste 4 reeksen werden in zwart-wit opgenomen, de latere zijn in kleur. De latere reeksen van The Saint (in kleur) zijn in 2005 door Bridge Entertainment Group uitgebracht, in België en Nederland met ondertitels. Ook werd de eerste reeks in het voorjaar van 2006 volledig heruitgezonden door de Belgische zender één (de vroegere BRT1).
Het verhaal van de serie verschilt enigszins van de persoon "Simon Templar" uit het boek. In de televisieserie is Templar vooral een beruchte privédetective die geheime opdrachten uitvoert voor zijn baas Inspecteur Teal. Vaak wordt hij geconfronteerd met complotten of wordt hij zelf verdacht van bepaalde diefstallen.
De totale televisieserie bestaat uit 118 afleveringen: 71 zwart-witafleveringen en 47 kleurenafleveringen. Tot die kleurenafleveringen behoren The Fiction Makers en Vendetta for the Saint, die ieder uit twee afleveringen bestaan.

### Personages
- Simon Templar (The Saint) - Roger Moore
- Inspector Claud Eustace Teal - Ivor Dean
- Mundt - Garfield Morgan

## Trivia
- Een parodie op The Saint was de kinderserie De Seend, waarin een eendje misdadige cavia's bestreed.
- Volvo leverde de auto van Simon Templar in de serie, een Volvo P1800 met kenteken ST 1. Door deze serie werd het model wereldberoemd.[1]

## Lijst van alle 118 afleveringen
Tussen haakjes staan de originele uitzenddata vermeld.

### Seizoen 1 (12 afleveringen)
- The Talented Husband (4 oktober 1962)
- The Latin Touch (11 oktober 1962)
- The Careful Terrorist (18 oktober 1962)
- The Covetous Headsman (25 oktober 1962)
- The Loaded Tourist (1 november 1962)
- The Pearls of Peace (8 november 1962)
- The Arrow of God (15 november 1962)
- The Element of Doubt (22 november 1962)
- The Effete Angler (28 november 1962)
- The Golden Journey (6 december 1962)
- The Man Who Was Lucky (13 december 1962)
- The Charitable Countess (20 december 1962)

### Seizoen 2 (27 afleveringen)
- The Fellow Traveller (19 september 1963)
- Starring the Saint (26 september 1963)
- Judith (3 oktober 1963)
- Teresa (10 oktober 1963)
- The Elusive Ellshaw (17 oktober 1963)
- Marcia (24 oktober 1963)
- The Work of Art (31 oktober 1963)
- Iris (7 november 1963)
- The King of the Beggars (14 november 1963)
- The Rough Diamonds (21 november 1963)
- The Saint Plays with Fire (28 november 1963)
- The Well Meaning Mayor (5 december 1963)
- The Sporting Chance (12 december 1963)
- The Bunco Artists (19 december 1963)
- The Benevolent Burglary (26 december 1963)
- The Wonderful War (2 januari 1964)
- The Noble Sportsman (9 januari 1964)
- The Romantic Matron (16 januari 1964)
- Luella (23 januari 1964)
- The Lawless Lady (30 januari 1964)
- The Good Medicine (6 februari 1964)
- The Invisible Millionaire (13 februari 1964)
- The High Fence (20 februari 1964)
- Sophia (27 februari 1964)
- The Gentle Ladies (5 maart 1964)
- The Ever-Loving Spouse (12 maart 1964)
- The Saint Sees It Through (19 maart 1964)

### Seizoen 3 (23 afleveringen)
- The Miracle Tea Party (8 oktober 1964)
- Lida (15 oktober 1964)
- Jeannine (22 oktober 1964)
- The Scorpion (29 oktober 1964)
- The Revolution Racket (5 november 1964)
- The Saint Steps In (13 november 1964)
- The Loving Brothers (19 november 1964)
- The Man Who Liked Toys (26 november 1964)
- The Death Penalty (3 december 1964)
- The Imprudent Politician (10 december 1964)
- The Hi-Jackers (17 december 1964)
- The Unkind Philanthropist (24 december 1964)
- Damsel in Distress (31 december 1964)
- The Contract (7 januari 1965)
- The Set-Up (14 januari 1965)
- The Rhine Maiden (21 januari 1965)
- The Inescapable Word (28 januari 1965)
- The Sign of the Claw (4 februari 1965)
- The Golden Frog (11 februari 1965)
- The Frightened Inn-Keeper (18 februari 1965)
- Sibao (25 februari 1965)
- The Crime of the Century (4 maart 1965)
- The Happy Suicide (11 maart 1965)

### Seizoen 4 (9 afleveringen)
- The Chequered Flag (1 juli 1965)
- The Abducters (8 juli 1965)
- The Crooked Ring (15 juli 1965)
- The Smart Detective (22 juli 1965)
- The Persistent Parasite (29 juli 1965)
- The Man Who Could Not Die (5 augustus 1965)
- The Saint Bids Diamonds (12 augustus 1965)
- The Spanish Cow (19 augustus 1965)
- The Old Treasure Story (26 augustus 1965)

### Seizoen 5 (27 afleveringen)
- The Queen's Ransom (30 september 1966)
- Interlude in Venice (7 oktober 1966)
- The Russian Prisoner (14 oktober 1966)
- The Reluctant Revolution (21 oktober 1966)
- The Helpful Pirate (28 oktober 1966)
- The Convenient Monster (4 november 1966)
- The Angel's Eye (11 november 1966)
- The Man Who Liked Lions (18 november 1966)
- The Better Mousetrap (25 november 1966)
- Little Girl Lost (2 december 1966)
- Paper Chase (9 december 1966)
- Locate and Destroy (16 december 1966)
- Flight Plan (23 december 1966)
- Escape Route (30 december 1966)
- The Persistent Patriots (6 januari 1967)
- The Fast Women (13 januari 1967)
- The Death Game (20 januari 1967)
- The Art Collectors (27 januari 1967)
- To Kill a Saint (24 februari 1967)
- The Counterfeit Countess (3 maart 1967)
- Simon and Delilah (24 maart 1967)
- Island of Chance (7 april 1967)
- The Gadget Lovers (21 april 1967)
- A Double in Diamonds (5 mei 1967)
- The Power Artist (19 mei 1967)
- When Spring Is Sprung (2 juni 1967)
- The Gadic Collection (22 juni 1967)

### Seizoen 6 (20 afleveringen)
- The Best Laid Schemes (29 september 1968)
- Invitation to Danger (6 oktober 1968)
- Legacy for the Saint (13 oktober 1968)
- The Desperate Diplomat (20 oktober 1968)
- The Organisation Man (27 oktober 1968)
- The Double Take (3 november 1968)
- The Time to Die (10 november 1968)
- The Master Plan (17 november 1968)
- The House on Dragon's Rock (24 november 1968)
- The Scales of Justice (1 december 1968)
- The Fiction Makers: Part 1 (8 december 1968)
- The Fiction Makers: Part 2 (15 december 1968)
- The People Importers (22 december 1968)
- Where the Money Is (29 december 1968)
- Vendetta for the Saint: Part 1 (5 januari 1969)
- Vendetta for the Saint: Part 2 (12 januari 1969)
- The Ex-King of Diamonds (19 januari 1969)
- The Man Who Gambled with Life (26 januari 1969)
- The Portrait of Brenda (2 februari 1969)
- The World Beater (9 februari 1969)

## Voetnoten
1. ↑  The Saint's Volvo 1800